# عقد شمورل
عُقَد شموُرل نتوءات من النواة اللبية للأقراص بين الفقرات من خلال الصفيحة الانتهائية لأجسام الفقرات إلى الفقرة المجاورة.

## الأعراض
هذه النتوءات ممكن تؤدي لانضغاط نخاع الفقرات مما يسبب التهاب. أيضاً فإن هذه البروزات تؤدي إلى تآكل جسم الفقرة. السؤال الذي يدور حوله التنقيب إذا ما كانت البرورات والالتهاب هي ما تُحدِث التآكل أم أن الغضروف يهاجر إلى الأماكن المتآكلة نتيجة حالات أخرى.

## التشخيص
يمكن الكشف عن عقد شمورل باستخدام الأشعة السينية ، على الرغم من أنه يمكن تحديدها أفضل من خلال الأشعة المقطعية أو التصوير بالرنين المغناطيسي. فهي تعتبر فتوق عمودية في القرص بين الفقرات من خلال الصفائح الطرفية الغضروفية للجسم الفقري. في كثير من الأحيان يمكن تحديدها عند التصوير بالرنين المغناطيسي، حتى عندما لا تكون مرئية على فيلم الأشعة السينية. قد تكون أو لا تكون عرضية وأهميتها كمسبب لآلام الظهر مازالت محل جدل. في دراسة أجريت بواسطة Hamanishi وأخرون لوحظت عقد شمورل في 19% من 400 مريض بآلام الظهر و9% فقط من المجموعة الضابطة. وخلص الباحثون إلى أن عقد شمورل هي عبارة عن فتق عمودي في القرص بين الفقرات خلال مناطق ضعف في الصفيحة الانتهائية.

## الأسباب
عقد شمورل شائعة إلى حد ما، وخاصة مع التَنَكُّسٌ الطفيف في العمود الفقري الهرِم، ولكن من الممكن رؤيتها أيضا في العمود الفقري الأصغر سناً. وغالباً ما تُسبب عقد شمورل أيةَ أعراضٍ، ولكن قد تعكس ببساطة أن «البلى» في العمود الفقري قد حدث على مر الزمن؛ قد يعكس أيضا أن قوة العظام وفي وقت ما قد اختلت، وربما يرجع ذلك إلى نقص فيتامين (د) على الرغم من هذا لم يتم عمل دراسات تأكيدية، أو إذا تم رفع الأحمال الثقيلة في سن مبكرة قبل أن تتعظم الفقرات بالكامل كما في عمال المزارع الشباب. نصل نسبة انتقال عقد شمورل وراثياً إلى أكثر من 70% .تحدث عقد شمورل بكثرة في حالات العمود الفقري خاصة في مرض شيرمان

## التسمية
تم تسمية عقد شمورل بهذا الاسم نسبة إلى عالم الأمراض الألماني كريستيان جورج شمورل [الإنجليزية] (1861–1932).